# Światy Honor
Światy Honor (tyt. oryg. Worlds of Honor) – drugi tom opowiadań osadzonych w świecie science fiction Honorverse. Podobnie jak Więcej niż Honor, opowiadania w Światach Honor zostały napisane przez różnych autorów. Polskie tłumaczenie zbioru wydał Dom Wydawniczy Rebis w roku 2006. Na zbiór składa się pięć opowiadań.

## Przybłęda
The Stray

Autor: Linda Evans

Akcja opowiadania dzieje się krótko po opowiadaniu Piękna przyjaźń. Na planecie Sphinx obdarzony empatycznymi zdolnościami lekarz Scott McDallan przyjmuje właśnie poród, gdy jego treecat, Fisher, nalega, by McDallan wyszedł na zewnątrz. Uporawszy się z komplikacjami porodu, Scott odkrywa przed domem tytułową przybłędę, wystraszonego, wychudzonego treecata. Stworzenie prowadzi go na miejsce katastrofy lotniczej, w której najwyraźniej zginął "jego" człowiek. Na nalegania Fishera i pobliskiego klanu Scott rozpoczyna śledztwo i wkrótce odkrywa, że dzieje się coś więcej, niż mogłoby się wydawać.
W drugim tomie cyklu Królestwo Manticore, Czas ognia, znajdują się odniesienia do tego opowiadania.

## Cena marzeń
What Price Dreams?

Autor: David Weber

Akcja opowiadania rozgrywa się między Piękną przyjaźnią i Przybłędą a Placówką Basilisk. Młody treecat imieniem Szukający Marzeń przybywa do siedziby klanu Jasnej Wody, szukać rady. Chce "adoptować" człowieka, połączyć się z nim mentalną więzią, która będzie trwać do końca życia i która spowoduje, że umrze wraz ze śmiercią człowieka. W tym samym czasie na Sphinxa z oficjalną wizytą przybywa księżniczka Adrienne, przyszła królowa Manticore. Manpower tworzy spisek, mający na celu jej zabicie. Do morderstwa ma dojść podczas oficjalnego wystąpienia Adrienne. Na to samo wystąpienie wybiera się Szukający Marzeń, poszukując człowieka, którego mógłby adoptować, oraz inne treecaty.

## Gambit Królowej
Queen’s Gambit

Autor: Jane Lindskold

Król Manticore, Roger III, umiera w wypadku podczas lotu na nartach grawitacyjnych, jego ulubionym sporcie. Władzę przejmuje jego córka, Elżbieta III, która podejrzewa, że śmierć Rogera nie była wypadkiem. Prosi o pomoc swojego narzeczonego, Justina, który rozpoczyna śledztwo. Zawiązuje współpracę z podejrzliwym agentem rządowym, Danielem Chou. Wspólnie odkrywają, że deska, której król używał do lotu, została celowo popsuta przed lotem. W tym samym czasie siły stojące za wypadkiem decydują się wykonać kolejny ruch.

## Trudna droga do domu
The Hard Way Home

Autor: David Weber

Trwają ćwiczenia marynarki nad planetą Gryphon, gdy niespodziewana lawina uderza w ośrodek wypoczynkowy. Podróżujący właśnie wagonikiem narciarskim rodzeństwo Liesell i Susan Hibson zostają pogrzebani pod śniegiem. Ponieważ Liesell jest unieruchomiony, Susan musi sama spróbować wydostać się spod metrów śniegu. Tymczasem ćwiczący nad planetą niszczyciel HMS Broadsword, na którym Honor Harrington służy jako pierwszy oficer, otrzymuje prośbę o pomoc w szukaniu ocalałych. Honor, Nimitz i część załogi zostają wysłani na powierzchnię. Rozpoczyna się wyścig z czasem, by odnaleźć jak najwięcej ludzi, nim skończy im się powietrze.

## Rajd
Deck Load Strike

Autor: Roland J. Green

Planeta Silvestria znajduje się w strefie spornej między Manticore a Haven. Posiada bezpośrednie połączenie z sojusznikiem Manticore, Erewhonem, przez co obie strony chcą przejąć nad nią kontrolę. Niestety, znajdują się na niej dwa prymitywne państwa: Republika Canmore i Królestwo Chuibanu. Major Shuna Ryder z Królewskiego Korpusu Marines i podpułkownik Fernand Chung z Armii Erewhonu dostają zadanie przekonania Republiki do dołączenia do Sojuszu. Przeszkodą jest Chuiban, w którym podobne zadanie dostaje Jean Testaniere z Ludowej Służby Bezpieczeństwa.